# Route nationale 193
Dieser Artikel wurde aufgrund von inhaltlichen Mängeln auf der Qualitätssicherungsseite des WikiProjekts Straßen eingetragen. Dies geschieht, um die Qualität der Artikel aus dem Themengebiet Straßen auf ein akzeptables Niveau zu bringen. Bitte hilf mit, die inhaltlichen Mängel dieses Artikels zu beseitigen, und beteilige dich bitte an der Diskussion!
Die Route nationale 193, kurz N 193 oder RN 193, ist eine französische Nationalstraße auf Korsika, die 1836 zwischen Ajaccio und Bastia festgelegt wurde. 1978 wurde die Straße auf eine neue Führung am Flughafen Ajaccio vorbei gelegt. Die alte Trasse trägt seitdem die Nummer N194. Zwischen Borgo und Bastia ist ein längerer Abschnitt als Schnellstraße ausgebaut. Weiterhin wurde nördlich von Corte über den Collo di Santo-Quilico die N193 neu trassiert mit einem Tunnel, der unter dem Pass verläuft. Die alte Straße bekam dann die Nummer D2193 zugewiesen. Die N193 ist 154 Kilometer lang. Die Straße wird nun als Route Territoriale 20 geführt.

## N193a
Die N 193A war von 1933 bis 1973 ein Seitenast der N193, der innerhalb von Ajaccio von der N193 zum Hafen führte.

## N1193
Die N1193 entstand zwischen Borgo und Biguglia, als die N193 zur Schnellstraße ausgebaut wurde. Es handelt sich bei ihr um 7 parallel verlaufende kurze Straßenabschnitte.

## N2193
Bei der N2193 handelt es sich um ehemalige Abschnitte der N193 auf Korsika, die auf parallel verlaufende Neutrassierungen gelegt wurde.